# Sinohydro Corporation
Sinohydro Corporation (中国水利水电建设集团公司S) è una società statale cinese di costruzione di centrali idroelettriche. È la più grande compagnia per centrali idroelettriche al mondo. L'azienda si occupa inoltre di ricerca e sviluppo nell'ambito della progettazione di impianti per l'energia elettrica, di architettura e costruzioni con la relativa progettazione e produzione di macchinari per l'edilizia.
L'azienda è stata fondata nel 1950 ed ha sede a Pechino. È presente in Asia, Africa, Europa, America del Nord e del Sud America. La sede operativa per l'Europa è a Belgrado in Serbia.
Nel 2011 è salita alle cronache per le procedure difettose di costruzione della Diga Bakun a Sarawak in Malaysia, come denunciato dal giornale locale, il Sarawak Report.